# 田中こずえ (バスケットボール)
田中 こずえ（たなか こずえ、1986年8月14日 - ）は、愛知県出身の元バスケットボール選手である。ニックネームは「ゲット」。ポジションはフォワード。

## 来歴
名門桜花学園高でタイトル獲得とともにベスト5にも選ばれ、卒業後、デンソーに入社。
年代別日本代表にも選出され、2007年のU-21世界選手権に出場した。2011年から2年間キャプテンを勤めた。2013年引退。

## 経歴
- 桜花学園高校 - デンソー（2005年〜2013年）

## 日本代表歴
- 2004アジア女子ジュニア選手権
- 2006アジアヤングウーメン選手権
- 2007U-21女子世界選手権